# Mahé Drysdale
Pour les articles homonymes, voir Drysdale.
Mahé Drysdale, né le 19 novembre 1978 à Melbourne en Australie, est un rameur australo-néo-zélandais, quintuple champion du monde et champion olympique 2012 et  2016 dans la spécialité du skiff.

## Biographie
Son prénom usuel, Mahé, vient de Mahé, la plus grande île des Seychelles. Né en Australie, il a grandi à Tauranga.
Débutant en coupe du monde avec le quatre sans barreur, bateau avec lequel il dispute les Jeux olympiques de 2004 à Athènes, terminant à la cinquième place, il s'oriente ensuite sur le skiff. En 2005, malgré une blessure plus tôt dans la saison, deux vertèbres touchées lors d'un accident avec un pratiquant de ski nautique, il devient champion du monde de la discipline du skiff. L'année suivante, il confirme sa première place mondiale puis de nouveau lors des mondiaux 2007.
La plus grande contestation de sa domination vient de son propre pays, où Rob Waddell, ancien champion olympique de la discipline aux jeux de Sydney, retrouve son ancienne discipline après avoir évolué en Coupe de l'America. La lutte entre les deux hommes est intense durant l'année 2008. Finalement, en mars 2008, après une nouvelle fibrillation auriculaire, Drysdale est désigné titulaire en skiff, son adversaire faisant équipe avec Nathan Cohen en deux de couple.
Drysdale est le porte drapeau de la délégation néo-zélandaise pour la cérémonie d'ouverture des jeux de Pékin. Affaibli par un virus à l'estomac, il parvient cependant à terminer troisième de la finale avant de s'évanouir puis de revenir pour se tenir debout sur le podium. Il remporte ses quatrième et cinquième titres mondiaux en 2009 et 2011, puis devient champion olympique en dominant le tchèque Ondřej Synek en finale sur le lac d'Eton Dorney le 3 août 2012 lors des Jeux de Londres.

## Palmarès

### Jeux olympiques d'été
- 2004 à Athènes,  Grèce
  - 5e en quatre sans barreur
- 2008 à Pékin,  Chine
  -  Médaille de bronze du skiff
- 2012 à Londres,  Angleterre
  -  Médaille d'or du skiff
- 2016 à Rio de Janeiro,  Brésil
  -  Médaille d'or du skiff

### Championnats du monde
- 2005 à Gifu,  Japon
  -  Médaille d'or du skiff
- 2006 à Eton,  Angleterre
  -  Médaille d'or du skiff
- 2007 à Munich,  Allemagne
  -  Médaille d'or du skiff
- 2009 à Poznań,  Pologne
  -  Médaille d'or du skiff
- 2010 au lac Karapiro,  Nouvelle-Zélande
  -  Médaille d'argent du skiff
- 2011 à Bled,  Slovénie
  -  Médaille d'or du skiff
- 2014 à Amsterdam,  Pays-Bas
  -  Médaille d'argent du skiff
- 2015 à Aiguebelette,  France
  -  Médaille d'argent du skiff

## Distinction personnelle
- Nommé porte drapeau de la délégation néo-zélandaise pour les jeux de Pekin